# Monarca gorjanegre
El monarca gorjanegre (Clytorhynchus nigrogularis) és un ocell de la família dels monàrquids (Monarchidae).

## Hàbitat i distribució
Habita el terra i la malesa dels boscos de muntanya de Vanua Levu, Taveuni, Viti Levu, Ovalau i Kandavu, a les illes Fiji.

## Taxonomia
Antany es considerava coespecífic amb el monarca de les Santa Cruz (Clytorhynchus sanctaecrucis). Actualment son classificats com espècies diferents arran Dutson 2006